# Katedra Najświętszej Marii Panny w Thiruvananthapuram
Katedra Najświętszej Marii Panny w Thiruvananthapuram – najstarsza archikatedra katolickiego Kościoła syromalankarskiego, położona między Pattom a Kesavadasapuram w Thiruvananthapuram w Indiach, w stanie Kerala. Jest siedzibą zwierzchnika wyżej wymienionego Kościoła – arcybiskupa większego Trivandrum (katolikosa).

## Opis
Kamień węgielny pod budowę katedry w Thiruvananthapuram został wmurowany w 1950 r. przez głównego założyciela Kościoła syromalankarskiego, pierwszego metropolitę Trivandrum, Geevarghese'a Mar Ivaniosa. Świątynia została konsekrowana 22 lutego 1965 r. przez arcybiskupa metropolitę Trivandrum Benedicta Mar Gregoriosa. Monumentalny kościół wybudowano w stylu eklektycznym, określanym też jako barokowy (neobarok) lub neogotycki, z elementami zaczerpniętymi z architektury indyjskiej. Front świątyni wieńczą dwie wieże z okrągłymi hełmami. Wewnątrz znajdują się groby przywódców syromalankarskich: sługi bożego abp. Geevarghese'a Mar Ivaniosa oraz abp. Benedicta Mar Gregoriosa i abp. większego Cyrila Baseliosa Malancharuvila. 
Przy katedrze wzniesiono wolno stojącą dzwonnicę. 
Świątynia znajduje się blisko drogi krajowej nr 47 (National Highway 47), 7 km od portu lotniczego Trivandrum i 5 km od dworca kolejowego Thiruvananthapuram (Thiruvananthapuram Central Railway Station TVC). Przy kościele zlokalizowane są instytucje Kościoła syromalankarskiego, m.in. seminarium, szkoła (St.Mary's Higher Secondary School) i wydawnictwo prasowe (St Mary's Press).
Papież Jan Paweł II odwiedził katedrę NMP w Thiruvananthapuram 8 lutego 1986 r., podczas swojej pielgrzymki do Indii.
W 2008 r. świątynia została wyremontowana.